# Arielulus cuprosus
Arielulus cuprosus är en fladdermusart som beskrevs av Hill och Francis 1984. Arielulus cuprosus ingår i släktet Arielulus och familjen läderlappar. Inga underarter finns listade i Catalogue of Life.
Denna fladdermus förekommer endemisk på norra Borneo. Den hittades i en skog med höga träd nära kusten. Skogen är ett naturskyddsområde men utanför den skyddade zonen pågår trädfällningar och jordbruk. IUCN listar arten med kunskapsbrist (DD).